# كلام الناس (فلم)
كلام الناس هو فيلم مصري تم إنتاجه عام 1949، تأليف وإخراج حسن حلمي و بطولة شادية وإبراهيم حمودة.

## فريق العمل
إخراج وتأليف: حسن حلمي
إنتاج: أفلام عوف
بطولة:
- شادية
- إبراهيم حمودة
- إسماعيل ياسين
- عبد الفتاح القصري
- زوزو محمد
- سعاد مكاوي
- حسن كامل
- عبد العزيز محمود
- إلياس مؤدب
- محسن حسنين
- عباس الغندور
- زينات محمد
- درية جلال(غناء)
- سعيد سليمان

## روابط خارجية
- مقالات تستعمل روابط فنية بلا صلة مع ويكي بيانات